# فريد علي (ممثل)
فريد علي (بالبنغالية: ফরিদ আলী)‏ هو ممثل باكستاني وبنغلاديش (وحمل سابقاً جنسية الراج البريطاني)، ولد في 7 أبريل 1945 في بنغلاديش، وتوفي بنفس المكان في 22 أغسطس 2016.

## وصلات خارجية
- فريد علي على موقع IMDb (الإنجليزية)